# Sanja Premović
Sanja Premović (n. 27 noiembrie 1992, în Berane) este o handbalistă din Muntenegru care evoluează pe postul de intermediar dreapta pentru clubul românesc CSM Slatina și echipa națională a Muntenegrului. Din mai până în decembrie 2020 Premović a jucat pentru altă echipă românească HC Dunărea Brăila.
Premović a evoluat pentru naționala de handbal feminin a Muntenegrului la Campionatele Mondiale din 2017 și 2019 și la Campionatele Europene din 2016 și 2018 În 2010, ea a cucerit cu naționala de tineret a Muntenegrului medalia de bronz la Campionatul Mondial de Tineret din Coreea de Sud.
Împreună cu Konyaaltı BSK, ea a câștigat ediția 2022-23 a Cupei Europene, competiția care a înlocuit Cupa Challenge.

## Palmares
- Campionatul Mondial pentru Tineret:
  -  Medalie de bronz: 2010

- Jocurile Mediteraneene:
  -  Medalie de argint : 2018

- Liga Campionilor:
  - Locul 4: 2017
  - Semifinalistă: 2011
  - Sfertfinalistă: 2018, 2019
  - Grupe: 2020

- Liga Europeană:
  - Turul 3: 2021

- Cupa EHF:
  - Turul 3: 2012, 2015

- Cupa Europeană:
  -  Câștigătoare: 2023

- Cupa Challenge:
  - Optimi: 2016

- Campionatul Muntenegrului:
  -  Câștigătoare: 2011, 2017, 2018, 2019

- Cupa Muntenegrului:
  -  Câștigătoare: 2011, 2017, 2018, 2019

- Liga Regională:
  -  Câștigătoare: 2011, 2019

- Cupa Serbiei:
  - Semifinalistă: 2012

- Campionatul Slovaciei:
  -  Câștigătoare: 2021

- Campionatul Turciei:
  -  Medalie de argint : 2023